# Google Earth

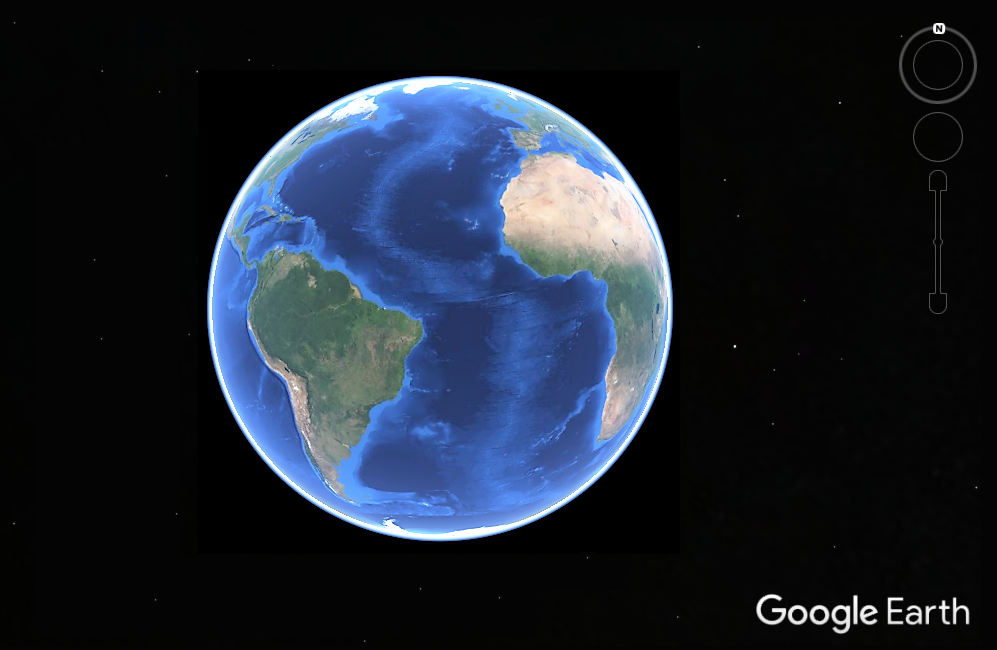
Вигляд Землі із Google Earth.

Google Earth (з англ. Earth — Земля (планета); офіційна назва українською мовою: Google Планета Земля) — це безкоштовна, вільно-завантажувана програма компанії Google що відображає віртуальний глобус. В рамках цього проєкту в мережу Інтернет було викладено аерофотознімки та сателітні знімки більшої частини Землі. Для деяких регіонів ці знімки сягають дуже високої якості. Програма поширюється під двома різними ліцензіями: Google Earth, безкоштовна версія з обмеженою функціональністю; та Google Earth Pro, що пропонується для комерційного використання.
Програму, яка первісно була англомовною, перекладено 45 мовами, зокрема й українською мовою.

## Огляд
Раніше відома як Earth Viewer (англ. Earth Viewer — Оглядач Землі) програма Google Earth була розроблена компанією Keyhole, Inc. яку Google придбала у 2004 році. У 2005 році програму було перейменовано на Google Earth і зараз вона доступна для використання на персональних комп'ютерах з операційною системою Microsoft Windows 2000, XP, Vista або 7, Mac OS X 10.3.9 і вище, Linux а також FreeBSD.
В оглядачі можна побачити кольори машин, навіть тіні людей та дорожні знаки. Роздільна здатність фотографій основана на «зонах інтересів», але в основному (крім декількох островів) вона як мінімум 15 метрів. Лас-Вегас, Невада, Кембридж містять зразки фотографій високої роздільної здатності 15 см. Google Earth також дозволяє проводити пошук за адресою (тільки у декількох країнах), вводити географічні координати, або просто використовувати мишку та клавіатуру для перегляду.

## Космічний простір
Google Earth може використовуватись як програма огляду космічного простору, включно з поверхнями деяких об'єктів сонячної системи, таких як Марс та Місяць.

### Google Earth Pro
Google Earth Pro спочатку була орієнтованою на бізнес оновленням до Google Планета Земля з такими функціями, як виробник фільмів та імпортер даних. До кінця січня 2015 року вона була доступна за 399 доларів на рік, хоча Google вирішив зробити її безкоштовною для громадськості. Наразі Google Earth Pro є стандартною версією настільного додатка Google Earth станом на версію 7.3. Версія Pro включає додаткове програмне забезпечення для створення фільмів, вдосконаленого друку та точних вимірювань, і в даний час доступна для Microsoft Windows, Mac OS X 10.8 або новішої версії та Linux.

### Google Sky
Google Sky це програма для перегляду космічного простору і небесних тіл.

### Google Mars
Google Mars це версія Google Earth для перегляду зображень планети Марс. Google також підтримує браузерну версію, проте карти мають більшу роздільність в Google Earth, та включають тривимірні території, а також інфрачервоні зображення та дані про висоту. Є також зображення дуже високої роздільності з камери HiRISE апарата Mars Reconnaissance Orbiter, роздільність яких досягає роздільність знімків земних міст. І крім того є багато панорамних зображень з різних спускових апаратів, таких як апарати місії Mars Exploration Rover Спіріт та Оппортьюніті, які можна переглядати як на Google Street View.
Також є невелике пасхальне яйце поблизу обличчя Марса — чатбот на ім'я Меліза.

### Google Moon
Початково браузерний застосунок, Google Moon це функція що дозволяє розглядати Місяць. Google додав цю функцію до Google Earth на 40-ву річницю місії Аполлон-11 20-го липня 2009. Вона була проголошена і продемонстрована групі запрошених Google гостей з Базом Олдріном в музеї новин у Вашингтоні Google Moon включає кілька турів, один з яких про місії Аполлон, які включають карти, відео, та панорами в стилі «стріт в'ю», надані NASA.

### Google Earth Studio
Сервіс, що дозволяє створювати відео, засновані на 3D-знімках Землі. Компанія стверджує, що він допоможе дослідникам, журналістам і звичайним користувачам створювати панорамні відео з пейзажами, містами та іншими видами повітряної зйомки.

### Сайти що колекціонують плейсмарки (файли для Google Earth)
- http://bbs.keyhole.com [Архівовано 11 жовтня 2011 у Wayback Machine.]- Сайт спільноти Google Earth.
- GooGIS.info(рос.) — Сайт спільноти Google Earth.
- Roll'n'Zoom [Архівовано 16 лютого 2009 у Wayback Machine.] — Нова спільнота, що колекціонує плейсмарки.
- Google Earth Explorer — Ще один сайт, який колекціонує плейсмарки.